# 明石パーキングエリア
明石パーキングエリア（あけいしパーキングエリア）は、山口県萩市三見明石（あけいし）に設置されている国道191号萩・三隅道路（山陰自動車道に平行する高規格幹線道路）のパーキングエリアである。2010年3月に道の駅としての登録が行われ、4月3日から道の駅萩・さんさん三見として営業が開始された。
現地からは日本海を一望に出来る。本項では道の駅の概要についても記す。

## 歴史
- 2008年（平成20年）2月23日 - 萩・三隅道路の三隅IC - 明石IC間が開通。駐車スペースの供用開始。
  - 開通当初は舗装されたPA予定地の一角に国土交通省中国地方整備局山口河川国道事務所が設けた萩三隅道路に関する情報コーナーがあるのみで、トイレ等の設備は設けられていなかった。
  - 明石ICの出口案内表示には、開通当初より駐車スペースがあることを示す「P」の案内表示がすでに設置されている。
- 2008年（平成20年）6月15日 - JAあぶらんど萩（現・JA山口県）の運営する仮設の特産品販売所を開設[2]。
- 2010年（平成22年）4月3日 - 道の駅としての整備が完了、道の駅萩・さんさん三見としてオープン[3]。

## 道路
- 国道191号（萩・三隅道路）
  - 明石ICのオン/オフランプと山口県道64号萩三隅線を結ぶ連絡路の途中に設けられている。

## 施設

### 上下線共通
- 駐車場
  - 普通車：34台
  - 大型車：6台
  - 身障者用：1台
- トイレ
  - 男：大 2器・小 3器
  - 女：4器
  - 身障者用：1器
- レストラン
- ショッピング（農林水産物直売所・加工施設）
- 情報コーナー

## 隣
E9 萩・三隅道路（山陰自動車道）
三隅IC - 明石PA/明石IC - 三見IC